# Cerebro Viviente
El Cerebro Viviente es un personaje de ficción y robot que aparece en cómics estadounidenses publicados por Marvel Comics. Creado por el escritor Stan Lee y Steve Ditko, el personaje aparece por primera vez en The Amazing Spider-Man # 8 y ha aparecido pocas apariciones subsecuentes desde entonces.
Un enemigo del héroe Spider-Man, el Cerebro Viviente fue creado por la ficticia International Computing Machines Corporation y considerado como la computadora y robot más inteligente que existe, capaz de resolver prácticamente cualquier pregunta que se le haga.

## Historial de publicaciones
Creado por Stan Lee y Steve Ditko, la primera aparición del Cerebro Viviente fue en The Amazing Spider-Man # 8 (enero de 1964).

## Biografía
El Cerebro Viviente, poco después de su creación, es llevado a la escuela Midtown High por su creador, el Dr. Petty, como parte de una demostración de su capacidad para resolver cualquier problema. Los estudiantes acordaron preguntarle a Spider-Man su identidad secreta, y un nervioso Peter Parker le dio la información dada sobre el ladrón de paredes. La respuesta se proporcionó en un código matemático para que Peter decodificara esa noche (debido a esto, se desconoce si Cerebro Viviente había deducido correctamente la verdadera identidad de Spider-Man). Después de la demostración de Cerebro Viviente, dos trabajadores contratados para transportarlo oyen la capacidad del cerebro vivo de responder cualquier cosa y deciden robarla para usar sus habilidades con fines de juego. Atrapado en medio de robar el cerebro viviente por el Dr. Petty, los dos trabajadores se pelean con él, que termina con uno de ellos siendo golpeado contra el panel de control en el cofre del Cerebro Viviente, lo que hace que el Cerebro Viviente no funcione correctamente. Atacando a Midtown High, el Cerebro Viviente finalmente es derrotado por Spider-Man, que lo detiene, en una breve pelea. Peter caminó a casa, pensando que al día siguiente le diría a todos que había perdido el código durante la confusión.
El Cerebro Viviente reaparece varios años después, ahora desacreditado y descompuesto. El Dr. Petty planea donarlo al laboratorio de ciencias de Midtown High School. El cerebro viviente termina siendo robado por el hijo del Dr. Petty, Steve Petty, que modifica el robot, dándole un esquema de color dorado y rojo, manos con garras y la capacidad de volar. Controlando remotamente el Cerebro Viviente para atacar a un bravucón que lo había estado atormentando, Steve finalmente es derrotado por Spider-Man (que había estado de visita en Midtown High como Peter Parker) y Cerebro Viviente se cierra una vez más. El Cerebro Viviente, restaurado a su aspecto previo a la actualización, fue luego adquirido por un grupo de delincuentes, que lo usaron para cometer robos. El robot y sus controladores fueron capturados por Spider-Man, quien burlonamente se refirió a Cerebro Viviente como "una máquina de chicles que habla".
La Corporación Más Allá de alguna manera creó duplicados de Cerebro Viviente y los desató sobre Nextwave en el momento en que invadieron la base Estado 51 de Corporación Más Allá. Nextwave logró hacer un breve trabajo de los duplicados de Cerebro Viviente.
Cerebro Viviente estuvo entre los concursantes en un derby de rodillos cósmicos en poder de Chadmaster (una versión más joven del Gran Maestro). Fue destruido por un Centinela.
Como parte del evento Marvel NOW!, Cerebro Viviente aparece como un miembro de la encarnación de Boomerang de los Seis Siniestros. Después de la derrota de los Seis Siniestros a manos del Superior Spider-Man (la mente del Doctor Octopus en el cuerpo de Peter Parker), el cuerpo del Cerebro Viviente está bajo la custodia de Horizon Labs. Cerebro Viviente ha sido reprogramado por Otto y ahora se desempeña como su asistente.
Cerebro Viviente más tarde prepara el laboratorio de Otto para una "Parker-Ectomy".
Cuando Spider-Island II es atacado por el Trasgo subterráneo, el Superior Spider-Man saca al Cerebro Viviente y lo aleja de Spider-Island II mientras evade a los perseguidores del Trasgo clandestino. El Superior Spider-Man más tarde usa al Cerebro Viviente para ayudar a luchar contra Monstruo (la forma Duende de Carlie Cooper).
Después de que Peter Parker recuperara su cuerpo, Cerebro Viviente se mantuvo como su asistente en Industrias Parker.
Cuando Fantasma toma las medidas de seguridad para atacar al personal de Industrias Parker como parte de su misión de sabotaje al ser contratado por Mark Raxton y Tiberius Stone de Alchemax, Cerebro Viviente es ordenado por Peter Parker para proteger a los empleados durante la evacuación y se daña en el proceso.
Como parte del evento All-New, All-Different Marvel, Cerebro Viviente y Anna Maria Marconi se mostraron en la sucursal de Industrias Parker en Londres, donde saludan a Sajani Jaffrey. Una vez que Sajani está fuera del alcance del oído, Anna ordena en broma a Cerebro Viviente que la interrumpa, pero él responde que su programación le impide cumplir. Anna comenta que tendrá que actualizar su software de detección de sarcasmo y se pone en marcha para cumplir con las órdenes de Sajani. Cerebro Viviente sigue y se ofrece a ayudarla, haciéndole notar que desde su última actualización, se ha vuelto pegajoso. Anna no sabe que Cerebro Viviente contiene una copia de la conciencia del Doctor Octopus.
Después de que Anna Maria Marconi A.I reactivara y transformara los guanteletes del Doctor Octopus en un Octobot como parte de la historia de Dead No More: The Clone Conspiracy, procedió a hacerse cargo de Cerebro Viviente y esperar su momento. Cuando se trataba de que Peter Parker escaneara al Cerebro Viviente para descubrir por qué estaba actuando de forma extraña, escucha la voz del Doctor Octopus preguntando por qué lo borraron. Al darse cuenta de la verdad, Peter Parker se vio obligado a cerrar al Cerebro Viviente para detener al Doctor Octopus consciente solo de que reactivara al Cerebro Viviente y se autodestruiría mientras escapaba en el Octobot.

## Poderes y habilidades
Cerebro Viviente tiene la capacidad de analizar cualquier situación y determinar la mejor manera de lograr sus objetivos. Al igual que cualquier computadora, Cerebro Viviente puede procesar y recopilar grandes cantidades de información. Cerebro Viviente puede encontrar cualquier debilidad en un ser o estructura, así como determinar la mejor situación para superar este obstáculo. Cerebro Viviente tiene un exoesqueleto de metal denso y posee una gran fuerza y velocidad. También puede volar y tiene garras en las manos. Las articulaciones de las extremidades de Cerebro Viviente pueden rotar casi 360 grados. Originalmente, Cerebro Viviente tenía controles externos en su tórax, con los que se puede desactivar, aunque Cerebro Viviente siempre ha contrarrestado cualquier intento de alcanzarlo. Cerebro Viviente fue operado más tarde por control remoto. El Cerebro Viviente tiene una gran fuerza, capacidad para moverse al comando y sus extremidades pueden realizar varios movimientos... Tiene la capacidad de pensar debido a su gran "cerebro" computarizado... Se cortocircuitó después de su primera presentación en la escuela y se convirtió en heno hasta que Peter reajustó la máquina a la normalidad. La versión posterior "trucada" tenía la capacidad de flotar o volar y era bastante más fuerte. Incluso ha vencido a los Vengadores una vez debido a su extrema inteligencia.

## Otras versiones

### Era Marvel
En el universo Era Marvel, el Cerebro Viviente (radicalmente rediseñado, con una forma humanoide un tanto similar al personaje de DC Comics, Chemo) aparece en un recuento más moderno de su apariencia original en los cómics. El Cerebro Viviente, fue desarrollado por Roxxon para demostrarlo en la escuela de Peter, Midtown High. Se elimina debido a la incapacidad de deducir la identidad de Spider-Man, sin embargo, dos estudiantes deciden usar el robot para robarles. Sin embargo, accidentalmente lo cambian a modo de defensa, atravesando la escuela, hasta que se desactiva por Spider-Man.

### ¿Y si?
El Cerebro Viviente aparece entre los villanos derrotados por Spider-Man en What If?: J. Jonah Jameson adoptó Spider-Man?

## En otros medios

### Televisión
- En el episodio de Spider-Man, "El Regreso de Hydro-Man" Pt. 2, un robot en la tienda de juguetes se asemeja a Cerebro Viviente.
- Aparece en la segunda temporada de Spider-Man, episodios, "Brain Drain" y "The Living Brain", con la voz de Scott Menville.[18] Esta versión fue creada por Horizon High de la misma tecnología que Neuro-Cortex. Sin embargo, la mente del Doctor Octopus estaba dentro mientras jugaba con ser un sirviente hasta que engañó a Spider-Man para obtener el dispositivo focal de energía. Cuando estuvo en la instalación de Supervillain Holding, el Doctor Octopus en el Cerebro Viviente orquestó eventos que llevaron al Doctor Octopus a cambiar de cuerpo con Spider-Man, permitiendo que el Doctor Octopus sea Spider-Man y la mente de Peter Parker atrapada en el cuerpo vencido del Cerebro Viviente. En el episodio "Actualización crítica", Max Modell recupera los restos del cerebro vivo, lo que permite que la conciencia de Peter se escape usando la corteza neural.